# NGC 7564
NGC 7564 – gwiazda znajdująca się w gwiazdozbiorze Ryb. Zaobserwował ją Guillaume Bigourdan 7 października 1885 roku i błędnie skatalogował jako obiekt typu „mgławicowego”. Niektóre źródła, np. baza SIMBAD, jako NGC 7564 podają znajdującą się w pobliżu galaktykę LEDA 70843 (PGC 70843).